# 丹妮拉·莫伊利
丹妮拉·莫伊利（德語：Daniela Meuli，1981年11月6日—），瑞士女子单板滑雪运动员。她曾代表瑞士参加2002年和2006年冬季奥林匹克运动会单板滑雪比赛，其中2006年冬季奥运会获得一枚金牌。